# Belomorskaja
Belomorskaja (ryska: Беломорская) är en tunnelbanestation på Zamoskvoretskajalinjen i Moskvas tunnelbana.
Stationen är en ytnära pelarstation. Den öppnades 20 december 2018. 